# Beatles ’65
 Beatles ’65 ist das siebte in den USA veröffentlichte Album der britischen Band The Beatles. Es erschien am 15. Dezember 1964. Es ist das fünfte Album der Beatles, das von Capitol Records vertrieben wurde. Beatles ’65  wurde am 4. Mai 1965 auch in Deutschland veröffentlicht, hier war es deren siebtes Album.

## Entstehung

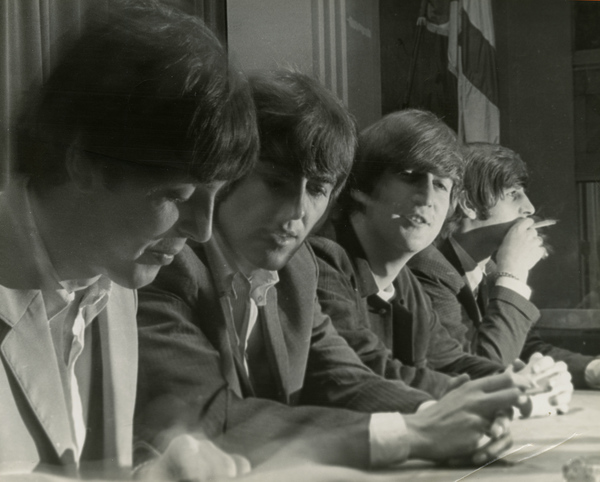
Pressekonferenz im George Washington Hotel, Jacksonville, 11. September 1964

Capitol Records entschied sich kurz vor Weihnachten des Jahres 1964 mit Beatles ’65, ein weiteres eigenständiges Album zu veröffentlichen, das im Wesentlichen auf dem britischen Album Beatles for Sale basiert und von Dave Dexter Jr. zusammengestellt wurde. Das britische Album Beatles for Sale erschien in den USA erst am 21. Juli 1987 als CD.
Beatles ’65 war das sechste in den USA veröffentlichte Studioalbum (alle sechs Alben erschienen im Jahr 1964 zuzüglich eines Dokumentationsalbum) und erreichte den ersten Platz der US-amerikanischen Billboard 200, wo es neun Wochen verblieb, und war somit dort das vierte Nummer-eins-Album der Beatles. Am 9. Januar 1965 befanden sich acht Beatles-Alben in den US-amerikanischen Charts: Beatles ’65 (Platz 1), A Hard Day’s Night (Platz 6), The Beatles’ Story (Platz 7), Something New (Platz 13), Meet the Beatles! (Platz 69), The Beatles’ Second Album (Platz 70), Songs, Pictures & Stories of the Fabulous Beatles (Platz 138) und Introducing… The Beatles (Platz 146). Im Januar 1997 wurde das Album in den USA mit Multi-Platin für drei Millionen verkaufter Exemplare ausgezeichnet.
Das Album Beatles ’65 enthält acht Lieder des britischen Albums Beatles for Sale. Weiterhin enthält das Album die beiden Lieder der aktuellen und sechsten US-amerikanischen Nummer-1-Single I Feel Fine / She’s a Woman sowie I’ll Be Back vom britischen Album A Hard Day’s Night.
Das Album wurde in den USA in einer Mono- und in einer Stereoversion veröffentlicht.
Die Monoversion von She’s a Woman wurde gekürzt und Hall hinzugefügt, bei der Monoversion von I Feel Fine wurde ebenfalls Hall verwendet. Diese beiden Abmischungen wurden von George Martin am 21. Oktober 1964 speziell für den US-amerikanischen Markt hergestellt. Weiterhin enthält die Monoversion des Albums eine andere Abmischung des Liedes I’ll Be Back. Die übrigen Lieder haben die britischen Monoversionen. Die Lieder I Feel Fine und She’s a Woman wurden für die Stereoversion des Albums in Fake-Stereo abgemischt.
In Deutschland wurde das Album ausschließlich in der Stereoabmischung vertrieben.
Das Album Beatles ’65 wurde auch in Kanada veröffentlicht.

## Covergestaltung
Das Design des Covers stammt von Robert Whitaker.

## Titelliste
Die fett unterlegten Titel befinden sich auf dem Album Beatles for Sale.
| Nr. | Lied                | Autor            | Leadgesang           | Länge |
| --- | ------------------- | ---------------- | -------------------- | ----- |
| 01  | No Reply            | Lennon/McCartney | Lennon               | 2:15  |
| 02  | I’m a Loser         | Lennon/McCartney | Lennon               | 2:31  |
| 03  | Baby’s in Black     | Lennon/McCartney | Lennon und McCartney | 2:02  |
| 04  | Rock and Roll Music | Chuck Berry      | Lennon               | 2:32  |
| 05  | I’ll Follow the Sun | Lennon/McCartney | McCartney            | 1:46  |
| 06  | Mr. Moonlight       | Johnson          | Lennon               | 2:33  |

| Nr. | Lied                             | Autor            | Leadgesang | Länge |
| --- | -------------------------------- | ---------------- | ---------- | ----- |
| 07  | Honey Don’t                      | Carl Perkins     | Starr      | 2:55  |
| 08  | I’ll Be Back                     | Lennon/McCartney | Lennon     | 2:24  |
| 09  | She’s a Woman                    | Lennon/McCartney | McCartney  | 2:57  |
| 10  | I Feel Fine                      | Lennon/McCartney | Lennon     | 2:20  |
| 11  | Everybody’s Trying to Be My Baby | Carl Perkins     | Harrison   | 2:23  |

## Wiederveröffentlichung
Das Album Beatles ’65 wurde im November 2004 als Bestandteil der Box The Capitol Albums Vol. 1 erstmals als CD veröffentlicht. Die CD beinhaltet die Mono- und die Stereoversion des Albums. Im Januar 2014 wurde Beatles ’65 wiederum als Teil der CD-Box The U.S. Albums erneut veröffentlicht, es erschien auch separat und enthält wiederum die Mono- und die Stereoversion des Albums. Während bei den Boxen The Capitol Albums Vol. 1 und Vol. 2 die originalen Submaster von Capitol Records und nicht die originalen Master der Abbey Road Studios verwendet wurden, wurden für die Alben der Box The U.S. Albums im Wesentlichen die im September 2009 veröffentlichten remasterten britischen Mono- und Stereobänder verwendet. Für die Lieder I’ll Be Back (Mono), She’s a Woman (Mono) und I Feel Fine (Mono) wurden neue Abmischungen angefertigt. Das Album ist seit dem 17. Januar 2014 als Download bei iTunes erhältlich.

## Chartplatzierungen des Albums
| Album       | Album       | Datum der Veröffentlichung | Datum der Veröffentlichung | Datum der Veröffentlichung | Beste Charts-Platzierung | Beste Charts-Platzierung | Beste Charts-Platzierung | Label Katalognr. | Label Katalognr.                       | Label Katalognr.          |
| Typ         | Titel       | GB                         | US                         | DE                         | GB                       | US                       | DE                       | GB               | US                                     | DE                        |
| ----------- | ----------- | -------------------------- | -------------------------- | -------------------------- | ------------------------ | ------------------------ | ------------------------ | ---------------- | -------------------------------------- | ------------------------- |
| Kompilation | Beatles ’65 | –                          | 15. Dez. 1964              | 4. Mai 1965                | n.v.                     | 1                        | 9                        | –                | Capitol T 2228 (Mono) ST 2228 (Stereo) | Odeon SMO 83 917 (Stereo) |

## Auskopplungen

### Singles
| Single                            | Datum der Veröffentlichung | Datum der Veröffentlichung | Datum der Veröffentlichung | Beste Charts-Platzierung | Beste Charts-Platzierung | Beste Charts-Platzierung | Label Katalognr. | Label Katalognr. | Label Katalognr. |
| A-Seite / B-Seite                 | GB                         | US                         | DE                         | GB                       | US                       | DE                       | GB               | US               | DE               |
| --------------------------------- | -------------------------- | -------------------------- | -------------------------- | ------------------------ | ------------------------ | ------------------------ | ---------------- | ---------------- | ---------------- |
| I Feel Fine / She’s a Woman       | 27. Nov. 1964              | 23. Nov. 1964              | 11. Nov. 1964              | 01                       | 01 / 04                  | 03                       | Parlophone R5200 | Capitol 5327     | Odeon O 22 851   |
| Rock and Roll Music / I’m a Loser | –                          | –                          | 22. Feb. 1965              | n.v.                     | n.v.                     | 02                       | –                | –                | Odeon O 22 915   |

### Extended Plays (EPs)
| EP                 | EP                                                                         | Datum der Veröffentlichung | Datum der Veröffentlichung | Datum der Veröffentlichung | Beste Charts-Platzierung | Beste Charts-Platzierung | Beste Charts-Platzierung | Label Katalognr. | Label Katalognr. | Label Katalognr. |
| Titel              | Lieder A-Seite / B-Seite                                                   | GB                         | US                         | DE                         | GB                       | US                       | DE                       | GB               | US               | DE               |
| ------------------ | -------------------------------------------------------------------------- | -------------------------- | -------------------------- | -------------------------- | ------------------------ | ------------------------ | ------------------------ | ---------------- | ---------------- | ---------------- |
| 4 by the Beatles   | Honey Don’t; I’m A Loser / Mr. Moonlight; Everybody’s Trying to Be My Baby | –                          | 1. Feb. 1965               | –                          | n.v.                     | 86                       | n.v.                     | –                | Capitol R-5365   | –                |
| The Beatles’ Music | No Reply; I’m a Loser / Rock and Roll Music; Eight Days a Week             | –                          | –                          | März 1965                  | n.v.                     | n.v.                     | –                        | –                | –                | Odeon 41668      |

## Verkaufszahlen und Auszeichnungen
| Land/Region               | Auszeichnungen für Musikverkäufe (Land/Region, Auszeichnung, Verkäufe) | Verkäufe  |
| ------------------------- | ---------------------------------------------------------------------- | --------- |
| Kanada (MC)               | Platin                                                                 | 100.000   |
| Vereinigte Staaten (RIAA) | 3× Platin                                                              | 3.000.000 |
| Insgesamt                 | 4× Platin ·                                                            | 3.100.000 |